# Armée de l'Elbe
L'armée de l'Elbe est une unité de l'armée prussienne formée sur court préavis dans la guerre austro-prussienne de 1866. L'armée se compose d'unités du 7e corps d'armée et de la 14e division d'infanterie.
Selon la stratégie de Moltke, l'armée prussienne doit entrer en Bohême en trois unités progressant indépendamment et y combattre l'armée du Nord de l'Autriche. La division en trois armées est fortement critiquée par les contemporains,, mais reste victorieuse.

## Composition
Le commandant en chef de l'armée de l'Elbe est le général de l'infanterie Eberhard Herwarth von Bittenfeld, et le colonel Ludwig von Schlotheim agit en tant que chef d'état-major général.

### 14edivisiond'infanterie
- 14e division d'infanterie, Hugo Eberhard zu Münster-Meinhövel
  - Brigade « Schwartzkoppen » (27e brigade d'infanterie), Emil von Schwartzkoppen
    - 16e régiment d'infanterie, colonel Theodor Karl Schwartz (de)
    - 56e régiment d'infanterie, colonel Adolf von Dorpowski (de)

  - Brigade « Hiller » (28e brigade d'infanterie), Wilhelm August Bernhard von Hiller (de)
    - 17e régiment d'infanterie, colonel Hugo von Kottwitz
    - 57e régiment d'infanterie, colonel Albert von der Osten

  - Cavalerie de division 7e régiment de dragons, colonel Otto von Ribbeck (de)

### 8ecorpsd'armée

#### 15edivisiond'infanterie
- 15e division d'infanterie, Philipp Carl von Canstein
  - Brigade « Stuckrad » (29e brigade d'infanterie), général de division Alexander von Stuckrad
    - 39e régiment de fusiliers, colonel Wilhelm von Woyna
    - 65e régiment d'infanterie colonel Albert von Trossel (de)

  - Brigade « Glasenapp » (30e brigade d'infanterie), Otto von Glasenapp (de)
    - 28e régiment d'infanterie, colonel Friedrich von Gerstein-Hohenstein
    - 68e régiment d'infanterie (de), colonel Wilhelm von Gayl

  - Cavalerie de division 7e régiment de hussards, colonel Bernhard von Lindern

#### 16edivisiond'infanterie
- 16e division d'infanterie, Friedrich August von Etzel (de)
  - Brigade « Schoeler » (31e brigade d'infanterie), Alexander von Schoeler
    - 29e régiment d'infanterie, colonel Ernst Wilhelm Schuler von Senden
    - 69e régiment d'infanterie, colonel Hermann von Beyer (de)

  - Brigade de fusiliers
    - 33e régiment de fusiliers, colonel August Ferdinand von Wegerer (de)
    - 34e régiment de fusiliers, colonel Wilhelm von Schmeling

### Cavalerie
- 8e régiment de cuirassiers (de), colonel Maximilian von Roedern (de)
- 5e régiment d'uhlans (de), colonel Eugen von Richthofen (de)
- 7e régiment d'uhlans (de), colonel Rudolf Stein von Kaminski (de)
- 11e régiment de hussards (de), colonel Gustav Waldemar von Rauch

### Artillerie
L'armée dispose d'un total de 120 pièces d'artillerie du 7e corps d'armée et du 8e corps d'armée.

### Réserve
L'armée est suivie comme réserve par la division de la Landwehr de la Garde, qui, cependant, n'est utilisée dans aucune bataille et après Sadowa n'opère plus avec l'armée de l'Elbe.

## Déroulement de guerre
Au début de la guerre, l'armée de l'Elbe et la 1re armée sous les ordres du prince Frédéric-Charles occupent la Saxe avec la prise de Dresde sans combat. L'armée de l'Elbe s'installe en Bohême à partir du 22 juin 1866. L'armée passe par Schluckenau, Rumburg, Groß-Mergental et le Gabelpaß jusqu'à Dorfrum, qui est atteint le 25 juin 1866, sans aucun combat. Après quelques rencontres légères avec la cavalerie autrichienne, elle participe à la bataille de Hühnerwasser, dans laquelle l'avant-garde prussienne est victorieuse. Avec la 1re armée, les troupes saxonnes et autrichiennes sont de nouveau vaincues lors de la bataille de Münchengrätz, le 28 juin 1866.
Jusqu'à la bataille de Sadowa le 3 juillet 1866, il n'y a pas de combats majeurs. Dans cette bataille, l'armée de l'Elbe réussit à traverser le Bistritz et à pénétrer avec succès dans l'aile gauche de l'armée du Nord adverse.
Après Sadowa, l'armée de l'Elbe forme de nouveau l'aile droite (ouest) des Prussiens. Cependant, il n'y a plus eu de combats majeurs.